# Stefanie Sun
Stefanie Sun (Sng Yeow Hong, 23 juli 1978) is een populaire Chinees-Singaporese zangeres. Ze heeft twee zussen.
In haar jeugd was Stefanie leerling op de St. Margaret's Secondary School en de Raffles Girls' School, waarna zij marketing aan de Nanyang Technological University ging studeren. In 2000 maakte ze haar debuut in de muziekindustrie, met het album 'Yan Zi' (孫燕姿), dat werd uitgebracht onder Warner Music. Al snel groeide Sun uit tot een van de meest populaire zangeressen uit haar land en vormde zij een inspiratie voor lokale artiesten uit onder anderen Taiwan, China en Hongkong. JJ Lin en Huang Yi Da zijn hier directe voorbeelden van.
Stefanie Sun zingt de meeste van haar teksten in het Mandarijn. Ze heeft echter ook enkele nummers in het Teochiu, een dialect, opgenomen. Zo schreef zij Thi-o·-o· in het Mandarijn en het Teochiu, over een traditioneel Singaporees nummer. Ook met Engelstalige songteksten is de zangeres niet onbekend.
Sun won meer dan 30 prijzen voor haar acts, waaronder de MTV Asia Awards en de Channel V Music Awards. Bovendien zong ze in 2002 en 2003 op de National Day Parade van Singapore en nam ze duetten op met Mai Kuraki, een bekende Japanse zanger.
In 2003 besloot Sun zich een jaar lang niet met muziek bezig te houden. Tijdens deze pauze startte zij haar eigen bedrijf, Make Music.
Op 8 mei 2011 is Stefanie Sun in Singapore getrouwd met Nederlander Nadim van der Ros.

## Discografie
- 8 juni 2000 – 孙燕姿 Yan Zi (同名专辑)
- 9 december 2000 – 我要的幸福 My Desired Happiness
- 12 juli 2001 – 风筝 Kite
- 5 januari 2002 – START 自选集
- 21 mei 2002 – Leave
- 10 januari 2003 – 未完成 To Be Continued...
- 22 augustus 2003 – The Moment 這一刻
- 28 oktober 2004 – Stefanie
- 7 oktober 2005 – A Perfect Day (Wan Mei De Yi Tian) (完美的一天)
- 22 september 2006 – My story, Your song 經典全紀錄
- 22 maart 2007 – Against the Light (逆光)
- 8 maart 2011 – It's Time (是时候)
- 27 februari 2014 – Kepler (克卜勒)